# Ионические острова (периферия)
Иони́ческие острова́ (греч. Περιφέρεια Ιονίων Νήσων) — периферия, административно-территориальная единица Греции. Является региональным органом местного самоуправления и частью административного деления.
По программе «Калликратис» с 2011 года входит в децентрализованную администрацию Пелопоннес, Западная Греция и Ионические острова.
Включает в себя Ионические острова (за исключением отдалённой части — о́строва Китира и ряда близлежащих к югу от Пелопоннеса). Всего в состав периферии входят 32 острова, из них только 14 — обитаемые: Андипакси, Закинф, Итака, Каламос, Кастос, Керкира, Кефалиния, Пакси, Отони, Лефкас, Матракион, Меганисион, Эрикуса и острова Строфадес.
Население 207 855 жителей по переписи 2011 года. Площадь 2306,93 км². Плотность 90,1 чел./км². Административный центр периферии — Керкира. Перифериархом с 1 сентября 2019 года является Роди Краца-Цагаропулу, которая сменила Теодороса Галиацатоса (Θεόδωρος Γαλιατσάτος).
Образована в 1987 году в соответствии с Законом 1622/86 о местном самоуправлении. В периферию вошли номы Закинтос, Керкира, Кефалиния и Лефкас.

## Административное деление
Периферия c 2019 года делится на 5 периферийных единиц, включающих 11 общин:
| Периферийная единица | Община                               | Население (2011), чел. | Площадь, км² | Плотность, чел./км² | Карта |
| -------------------- | ------------------------------------ | ---------------------- | ------------ | ------------------- | ----- |
| Закинтос             | Закинтос                             | 40 759                 | 405,550      | 100,50              |       |
| Итака                | Итака                                | 3231                   | 117,812      | 27,43               |       |
| Керкира              | Вория-Керкира                        | 17 832                 | 205,555      | 86,75               |       |
| Керкира              | Нотия-Керкира                        | 15 681                 | 145,548      | 107,74              |       |
| Керкира              | Пакси                                | 2300                   | 30,121       | 76,36               |       |
| Керкира              | Центральная Керкира и Диапонтии-Ниси | 68 558                 | 259,833      | 263,85              |       |
| Кефалиния            | Аргостолион                          | 23 499                 | 378,682      | 62,05               |       |
| Кефалиния            | Ликсурион                            | 7098                   | 119,341      | 59,48               |       |
| Кефалиния            | Сами                                 | 5204                   | 288,552      | 18,03               |       |
| Лефкас               | Лефкас                               | 22 652                 | 333,580      | 67,91               |       |
| Лефкас               | Меганисион                           | 1041                   | 22,356       | 46,56               |       |